# Queijas
Queijas – parafia (freguesia) Oeiras, w Portugalii. W 2011 zamieszkiwało ją 10 377 mieszkańców, na obszarze 2,27 km².